# MJAFT!

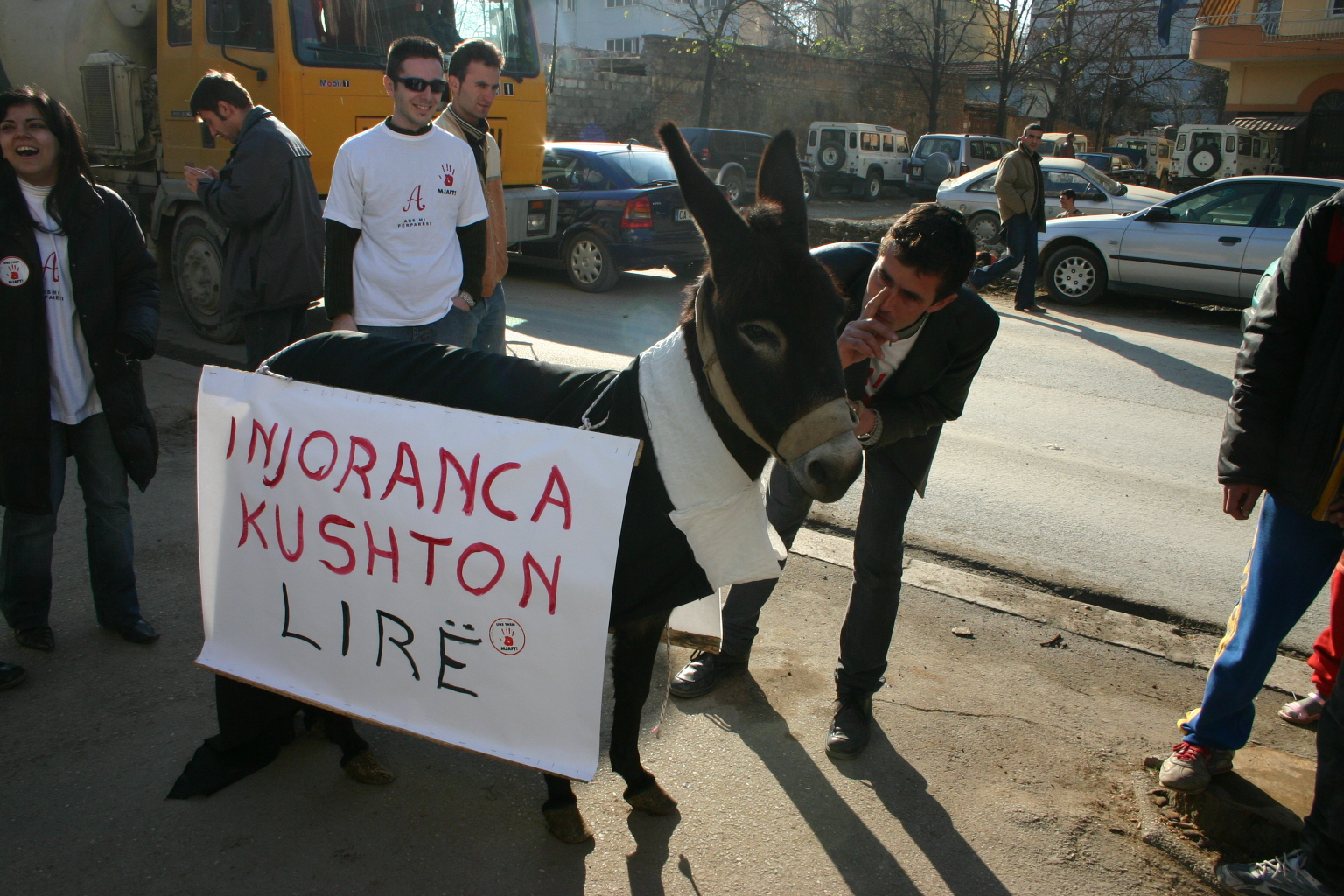
MJAFT!-Aktion für höhere Bildungsausgaben in Albanien

MJAFT! (albanisch für „genug!“) ist eine albanische Nichtregierungsorganisation, die sich eine Veränderung der politischen Kultur und Praxis des Landes zum Ziel gesetzt hat.

## Ziele
MJAFT! gibt als ihr Ziel die Aktivierung der Zivilgesellschaft, die Stärkung des sozialen Verantwortungsgefühls, Transparenz und Kontrolle politischer Entscheidungen auf allen Ebenen und die Verbesserung des Ansehens Albaniens im Ausland an. Durch eine stabile Demokratie und Transparenz von Entscheidungen soll die Prosperität im Land gefördert werden. Erreicht werden soll dies durch Stärkung der Bürgerbeteiligung auf allen Ebenen, Förderung von „Graswurzel-Initiativen“ und ehrenamtlichen Engagements und Rehabilitierung der politischen Ausdrucksform des Protests.
In einem im April 2005 entstandenen Interview mit dem US-amerikanischen NPR bezeichnete der damalige Sprecher Erion Veliaj es als wichtigste Aufgabe der Organisation, die politische Apathie der albanischen Bürger zu überwinden. Man habe in den 90er Jahren nach dem Ende des kommunistischen Regimes zu früh die Hände in den Schoss gelegt. MJAFT! unterhalte Auslandskontakte zu ähnlichen Organisationen von Mazedonien bis zum Irak, die Organisation sei aber „home-grown“ und ihre Tätigkeit sei nicht mit den „bunten Revolutionen“ in Georgien, Serbien oder der Ukraine vergleichbar.

## Aktionen

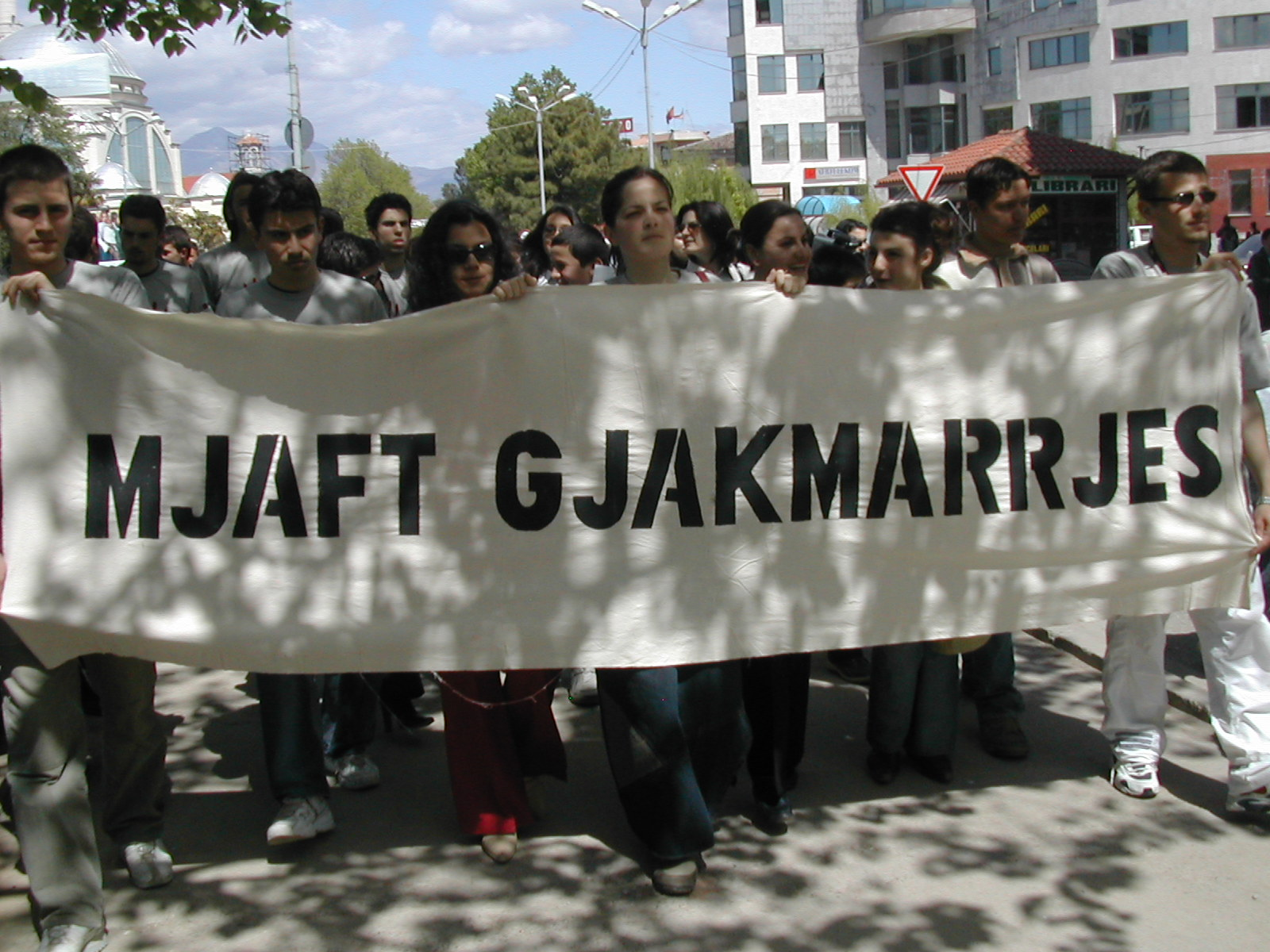
Demonstration gegen das Wiederaufleben der Blutrache

Die Organisation entstand aus einer mehrmonatigen Kampagne von NGOs im Jahr 2003, die sich gegen Armut und Arbeitslosigkeit, das desolate Bildungs- und Gesundheitswesen, Korruption, Umweltverschmutzung, Blutrache und Diskriminierung der Frauen wendete. Sie wurde im August 2003 gegründet. Im selben Jahr erreichte sie die Entlassung des albanischen Innenministers, weil dieser einen Journalisten geohrfeigt hatte, sowie die Erhöhung der Ausgaben für Bildung. Im Jahr 2004 regte sie die parlamentarische Diskussion eines neuen Mediengesetzes an, Auslöser war ein Gerichtsurteil gegen die Zeitung Koha Jonë, weil diese belastende Dokumente veröffentlicht hatte. Sie unterstützte Proteste gegen die Misshandlung albanischer Migranten in Griechenland, die dort zur Verabschiedung eines Antidiskriminierungsgesetzes führten. Im Frühjahr 2004 wurde sie von dem Komitee des US-Kongresses für Sicherheit und Zusammenarbeit in Europa zur Lage in Albanien angehört. Im Oktober 2005 nahm sie einen tödlichen Unfall von 16 Kosovaren bei Fushë-Arrëz zum Anlass, Schritte zur Verbesserung des albanischen Straßennetzes einzufordern. Eine vor den Wahlen von 2005 getätigte Umfrage führte zu einer juristischen Auseinandersetzung mit dem Umfrageinstitut Gallup, das ihr missbräuchliche Benutzung ihres Namens vorwarf; MJAFT! wies diesen Vorwurf zurück. Im Jahr 2006 führte sie eine weitere Umfrage über die Zufriedenheit der Wähler mit der neuen Regierung durch. Nach dem Tsunami 2005 organisierte sie die Entsendung eines Teams albanischer Ärzte nach Indonesien.
Weitere Schwerpunkte der Organisation sind die Kampagne Unë votoj! („Ich wähle!“) zur Förderung der Wahlbeteiligung, die Unterstützung von Frauen in der Politik und die Gleichstellung Behinderter.

## Organisation

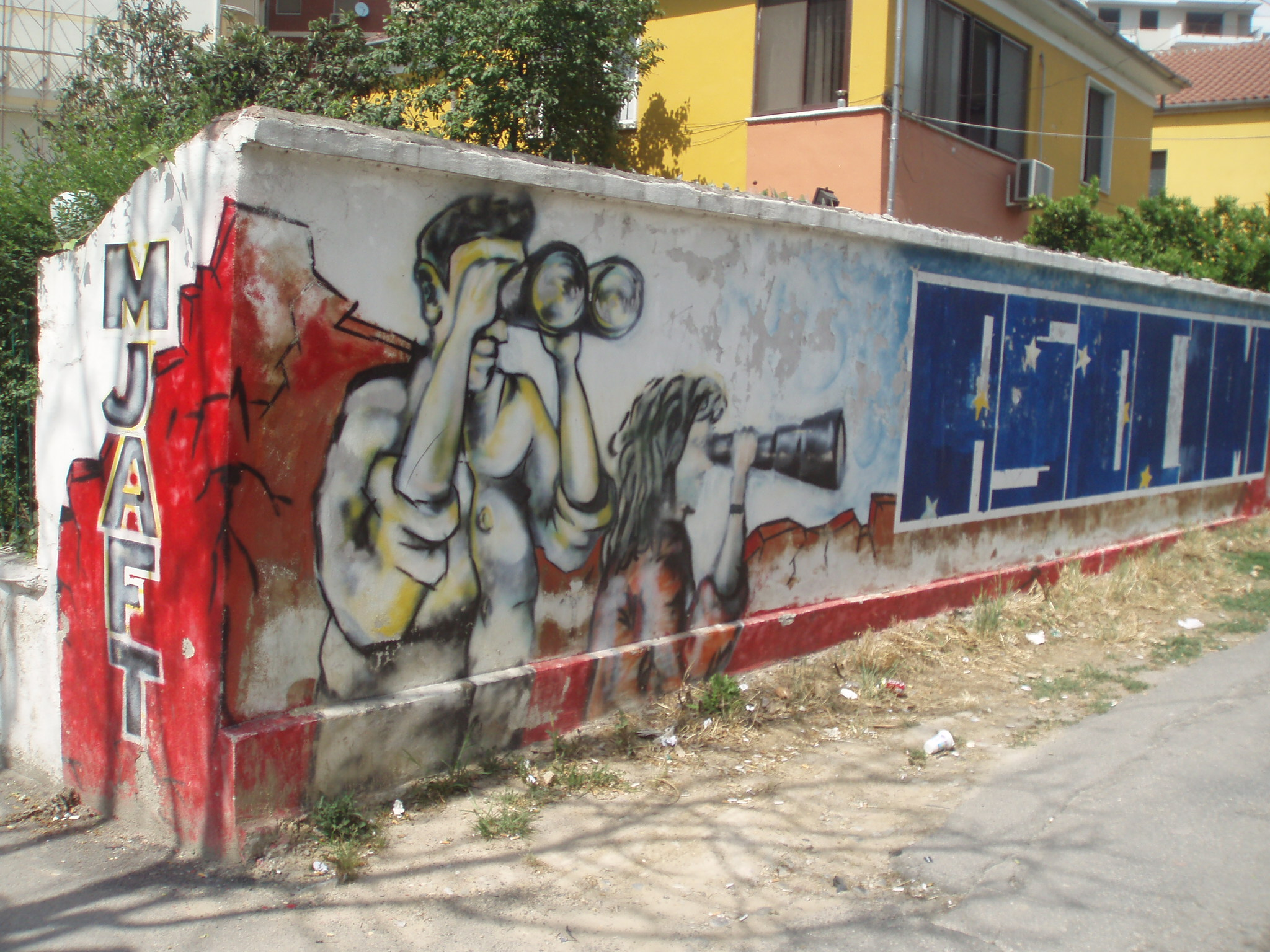
Büromauer von MJAFT! in Tirana

Nach eigenen Angaben hat MJAFT! 8000 fördernde Mitglieder, kann 1000 Aktivisten mobilisieren und ist damit die größte NGO Albaniens. Sie unterhält sieben „Clubs“ in den Städten Përmet, Kukës, Shkodra, Vlora, Elbasan, Korça und Gjirokastra; die Zentrale befindet sich in Tirana. Die dortige Leitung besteht aus 25 Mitarbeitern. Zu den Förderern gehört der albanische Schriftsteller Ismail Kadare.
MJAFT! sieht sich nicht als politische Partei oder Opposition, sondern vor allem als Bürgerbewegung, die Veränderungen im Land herbeiführen möchte. 
Zur Unterstützung der Organisation wurde im August 2004 die Fondacioni MJAFT! (MJAFT!-Stiftung) gegründet, die sich durch Spenden und Verkauf von Produkten finanziert. MJAFT! wird zu einem guten Teil von ausländischen Botschaften und Nichtregierungsorganisationen getragen.